# Bonanza (Oregon)
Bonanza é uma cidade  localizada no estado norte-americano de Oregon, no Condado de Klamath.

## Demografia
Segundo o censo norte-americano de 2000, a sua população era de 415 habitantes. 
Em 2006, foi estimada uma população de 415, um aumento de 0 (0.0%).

## Geografia
De acordo com o United States Census Bureau tem uma área de 
2,2 km², dos quais 2,2 km² cobertos por terra e 0,0 km² cobertos por água. Bonanza localiza-se a aproximadamente 1260 m acima do nível do mar.

## Localidades na vizinhança
O diagrama seguinte representa as localidades num raio de 32 km ao redor de Bonanza. 